# Szczepan Żołędź
Szczepan Żołędź – poseł do Sejmu Krajowego Galicji III kadencji (1870–1876), włościanin z Sieradzy.
Wybrany w IV kurii obwodu Tarnów, z okręgu wyborczego nr 67 Dąbrowa-Żabno.